# Fußball-Europameisterschaft der Frauen 2005/Gruppe A
| Pl. | Land     | Sp. | S | U | N | Tore    | Diff. | Punkte |
| --- | -------- | --- | - | - | - | ------- | ----- | ------ |
| 1.  | Schweden | 3   | 1 | 2 | 0 | 002:100 | +1    | 05     |
| 2.  | Finnland | 3   | 1 | 1 | 1 | 004:400 | ±0    | 04     |
| 3.  | Dänemark | 3   | 1 | 1 | 1 | 004:400 | ±0    | 04     |
| 4.  | England  | 3   | 1 | 0 | 2 | 004:500 | −1    | 03     |

Resultate der Gruppe A bei der Fußball-Europameisterschaft der Frauen 2005:

## England – Finnland 3:2 (2:0)
| England                                                 | England | Finnland | Finnland |
| ------------------------------------------------------- | --- | --- | -------- |
| England                                                 | \| 5. Juni 2005 in City of Manchester Stadium (Manchester) \| \| Zuschauer: 29.092 \| \| Schiedsrichter: Gyöngyi Gaál ( Ungarn) \| | \| 5. Juni 2005 in City of Manchester Stadium (Manchester) \| \| Zuschauer: 29.092 \| \| Schiedsrichter: Gyöngyi Gaál ( Ungarn) \| | Finnland |
| England                                                 | Josephine Fletcher, Alex Scott, Rachel Unitt, Katie Chapman, Faye White (85. Lindsay Johnson), Mary Phillip, Fara Williams, Amanda Barr (73. Eniola Aluko), Rachel Yankey, Kelly Smith (46. Emily Westwood), Karen Carney Cheftrainerin: Hope Powell | Satu Kunnas, Petra Vaelma, Jessica Julin, Sanna Valkonen , Tiina Salmén, Eveliina Sarapää, Anne Mäkinen, Laura Kalmari, Anna-Kaisa Rantanen, Heidi Kackur (78. Sanna Talonen), Jessica Thorn (74. Minna Mustonen) Trainer: Michael Käld | Finnland |
| England                                                 | 1:0 Sanna Valkonen (18., Eigentor) 2:0 Amanda Barr (40.) 3:2 Karen Carney (90.) | 2:1 Anna-Kaisa Rantanen (56.) 2:2 Laura Kalmari (89.) | Finnland |
| England                                                 | Heidi Kackur | | Finnland |
| 5. Juni 2005 in City of Manchester Stadium (Manchester) | | |          |
| Zuschauer: 29.092                                       | | |          |
| Schiedsrichter: Gyöngyi Gaál ( Ungarn)                  | | |          |

## Schweden – Dänemark 1:1 (1:1)
| Schweden                                    | Schweden | Dänemark | Dänemark |
| ------------------------------------------- | --- | --- | -------- |
| Schweden                                    | \| 5. Juni 2005 in Bloomfield Road (Blackpool) \| \| Zuschauer: 900 \| \| Schiedsrichterin: Kari Seitz ( USA) \| \| Spielbericht \| | \| 5. Juni 2005 in Bloomfield Road (Blackpool) \| \| Zuschauer: 900 \| \| Schiedsrichterin: Kari Seitz ( USA) \| \| Spielbericht \| | Dänemark |
| Schweden                                    | Hedvig Lindahl, Kristin Bengtsson , Sara Larsson, Hanna Marklund, Jane Törnqvist, Frida Östberg, Caroline Seger (56. Therese Sjögran), Malin Moström, Victoria Svensson, Lotta Schelin (85. Josefine Öqvist), Hanna Ljungberg Cheftrainerin: Marika Domanski Lyfors | Tine Cederkvist, Gitte Andersen, Bettina Falk, Mariann Knudsen, Katrine Pedersen (84. Mia Olsen), Anne Dot Eggers Nielsen, Louise Hansen, Nanna Johansen (84. Lene Jensen), Catherine Paaske Sørensen, Merete Pedersen, Johanna Rasmussen (79. Dorte Dalum Jensen) Cheftrainer: Peter Bonde | Dänemark |
| Schweden                                    | 1:0 Hanna Ljungberg (20.) | 1:1 Johanna Rasmussen (28.) | Dänemark |
| Schweden                                    | Frida Östberg | Johanna Rasmussen | Dänemark |
| 5. Juni 2005 in Bloomfield Road (Blackpool) | | |          |
| Zuschauer: 900                              | | |          |
| Schiedsrichterin: Kari Seitz ( USA)         | | |          |
| Spielbericht                                | | |          |

## England – Dänemark 1:2 (0:0)
| England                                          | England | Dänemark | Dänemark |
| ------------------------------------------------ | --- | --- | -------- |
| England                                          | \| 8. Juni 2005 in Ewood Park (Blackburn) \| \| Zuschauer: 11.000 \| \| Schiedsrichterin: Alexandra Ihringová ( England) \| \| Spielbericht \|                                                                               | \| 8. Juni 2005 in Ewood Park (Blackburn) \| \| Zuschauer: 11.000 \| \| Schiedsrichterin: Alexandra Ihringová ( England) \| \| Spielbericht \| | Dänemark |
| England                                          | Josephine Fletcher, Alex Scott, Rachel Unitt, Katie Chapman, Faye White , Mary Phillip, Fara Williams, Amanda Barr (64. Eniola Aluko), Rachel Yankey, Kelly Smith (46. Vicky Exley), Karen Carney Cheftrainerin: Hope Powell | Tine Cederkvist, Bettina Falk, Katrine Pedersen , Gitte Andersen, Mariann Knudsen, Louise Hansen, Catherine Paaske Sørensen, Anne Dot Eggers Nielsen (71. Tanja Christensen), Merete Pedersen, Johanna Rasmussen, Nanna Johansen (57. Lene Jensen) Cheftrainer: Peter Bonde | Dänemark |
| England                                          | 1:0 Fara Williams (52., Foulelfmeter) | 1:1 Merete Pedersen (80.) 1:2 Catherine Paaske Sørensen (88.) | Dänemark |
| England                                          | Katie Chapman, Kelly Smith, Fara Williams | Louise Hansen | Dänemark |
| 8. Juni 2005 in Ewood Park (Blackburn)           | | |          |
| Zuschauer: 11.000                                | | |          |
| Schiedsrichterin: Alexandra Ihringová ( England) | | |          |
| Spielbericht                                     | | |          |

## Schweden – Finnland 0:0
| Schweden                                       | Schweden | Finnland | Finnland |
| ---------------------------------------------- | --- | --- | -------- |
| Schweden                                       | \| 8. Juni 2005, Bloomfield Road (Blackpool) \| \| Zuschauer: 1.491 \| \| Schiedsrichterin: Dagmar Damková ( Tschechien) \| | \| 8. Juni 2005, Bloomfield Road (Blackpool) \| \| Zuschauer: 1.491 \| \| Schiedsrichterin: Dagmar Damková ( Tschechien) \| | Finnland |
| Schweden                                       | Hedvig Lindahl, Hanna Marklund, Jane Törnqvist, Malin Moström , Kristin Bengtsson, Sara Larsson, Therese Sjögran (71. Anna Sjöström), Malin Andersson , Hanna Ljungberg, Victoria Svensson, Lotta Schelin (56. Josefine Öqvist) Cheftrainerin: Marika Domanski Lyfors | Satu Kunnas, Petra Vaelma, Tiina Salmén, Sanna Valkonen , Jessica Julin, Heidi Kackur (46. Jessica Thorn), Anne Mäkinen, Eveliina Sarapää, Minna Mustonen (70. Sanna Talonen), Anna-Kaisa Rantanen (90. Sanna Malaska), Laura Kalmari Cheftrainer: Michael Käld | Finnland |
| Schweden                                       | Jessica Julin | | Finnland |
| 8. Juni 2005, Bloomfield Road (Blackpool)      | | |          |
| Zuschauer: 1.491                               | | |          |
| Schiedsrichterin: Dagmar Damková ( Tschechien) | | |          |

## England – Schweden 0:1 (0:1)
| England                                      | England | Schweden | Schweden |
| -------------------------------------------- | --- | --- | -------- |
| England                                      | \| 11. Juni 2005 in Ewood Park (Blackburn) \| \| Zuschauer: 25.654 \| \| Schiedsrichterin: Nicole Petignat ( Schweiz) \|                                                                             | \| 11. Juni 2005 in Ewood Park (Blackburn) \| \| Zuschauer: 25.654 \| \| Schiedsrichterin: Nicole Petignat ( Schweiz) \| | Schweden |
| England                                      | Rachel Brown, Alex Scott, Rachel Unitt, Faye White , Mary Phillip, Katie Chapman, Fara Williams, Kelly Smith, Rachel Yankey, Eniola Aluko, Karen Carney (69. Amanda Barr) Cheftrainerin: Hope Powell | Hedvig Lindahl, Kristin Bengtsson (79. Karolina Westberg), Sara Larsson, Hanna Marklund, Jane Törnqvist, Malin Moström , Therese Sjögran, Anna Sjöström, Hanna Ljungberg, Caroline Seger (54. Frida Östberg), Victoria Svensson (90. Josefine Öqvist) Cheftrainerin: Marika Domanski Lyfors | Schweden |
| England                                      | 0:1 Anna Sjöström (3.) | | Schweden |
| England                                      | Kelly Smith, Rachel Yankey | Malin Moström, Caroline Seger, Jane Törnqvist | Schweden |
| 11. Juni 2005 in Ewood Park (Blackburn)      | | |          |
| Zuschauer: 25.654                            | | |          |
| Schiedsrichterin: Nicole Petignat ( Schweiz) | | |          |

## Finnland – Dänemark 2:1 (2:1)
| Finnland                                         | Finnland | Dänemark | Dänemark |
| ------------------------------------------------ | --- | --- | -------- |
| Finnland                                         | \| 11. Juni 2001 in Bloomfield Road (Blackpool) \| \| Zuschauer: 1.500 \| \| Schiedsrichterin: Alexandra Ihringová ( England) \| \| Spielbericht \| | \| 11. Juni 2001 in Bloomfield Road (Blackpool) \| \| Zuschauer: 1.500 \| \| Schiedsrichterin: Alexandra Ihringová ( England) \| \| Spielbericht \| | Dänemark |
| Finnland                                         | Satu Kunnas, Petra Vaelma, Jessica Julin, Sanna Valkonen , Tiina Salmén, Eveliina Sarapää, Anne Mäkinen, Laura Kalmari (89. Minna Mustonen), Anna-Kaisa Rantanen, Heidi Kackur (74. Heidi Lindström), Jessica Thorn (59. Sanna Malaska) Cheftrainer: Michael Käld | Tine Cederkvist – Mia Olsen (70. Helle Nielsen), Gitte Andersen, Katrine Pedersen , Dorte Dalum Jensen – Louise Hansen (70. Tanja Christensen), Anne Dot Eggers Nielsen, Cathrine Paaske Sørensen – Nanna Johansen (62. Stine Kjær Jensen), Merete Pedersen, Johanna Rasmussen Cheftrainer: Peter Bonde | Dänemark |
| Finnland                                         | 1:0 Laura Kalmari (6.) 2:0 Heidi Kackur (16.) | 2:1 Cathrine Paaske Sørensen (45.) | Dänemark |
| Finnland                                         | Cathrine Paaske Sørensen | | Dänemark |
| 11. Juni 2001 in Bloomfield Road (Blackpool)     | | |          |
| Zuschauer: 1.500                                 | | |          |
| Schiedsrichterin: Alexandra Ihringová ( England) | | |          |
| Spielbericht                                     | | |          |